# 陳紹寛
陳 紹寛（ちん しょうかん）は中華民国の海軍軍人。国民政府において海軍部長、海軍総司令として10数年にわたり海軍の最高指導者をつとめた。字は厚甫。

## 事跡

### 北京政府での活動
15歳で福州格致学院に入るなど当初は学問の道を志していた。17歳で南洋水師学堂に入学し、海軍の教練を受ける。1908年（光緒34年）に卒業して「通済」に配属され、以後、順調に昇進を重ねていく。1914年（民国3年）、海軍総司令部副官となり、さらに海軍少校の地位を授かった。
1915年（民国4年）、アメリカに留学し、その翌年にはイギリスに移って駐英公使館付海軍武官となった。1920年（民国9年）、パリ講和会議に中国海軍代表として出席し、さらにロンドンで開かれた国際国際航空路会議の代表にもなった。同年、帰国している。
1922年（民国11年）、海軍総司令部参謀に任ぜられ、海軍上校の位も授与された。翌年「応瑞」の艦長に任ぜられ、海軍中将に昇進している。1926年（民国15年）9月、第2艦隊司令長官に昇進した。同年11月、艦隊を率いて、国民革命軍に起義している。

### 国民政府での活動

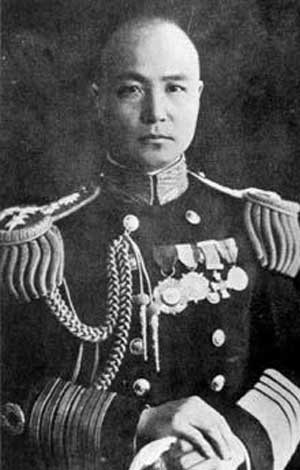
北京政府時代の陳紹寛

国民政府では、軍事委員会委員等に任ぜられ、1928年（民国17年）12月に軍政部海軍署が創設されると、陳紹寛が署長となった。翌1929年（民国18年）4月、海軍部が創設されると、陳は政務次長に任ぜられる。そして海軍部長楊樹荘が福建統治への専念（楊は福建省政府主席も兼任していた）を望んだため、翌月には陳が代理部長として事務を司ることになった。
1930年（民国19年）4月には第2艦隊司令を、12月には海軍江南造船所所長を兼任した。翌1931年（民国20年）12月、蔣介石下野に伴う改組により、陳紹寛が海軍部部長に昇進する。1935年（民国24年）9月、海軍上将の位を授与された。1938年（民国27年）1月、海軍部は海軍総司令部に改組され、そのまま陳が海軍総司令に就任している。日中戦争（抗日戦争）でも一貫してその地位にあり、海軍を統率して日本軍を相手に戦った。
1945年（民国34年）9月、何応欽とともに南京での日本軍降伏受諾式典に参加した。しかし同年12月、陳紹寛は海軍総司令の職から罷免されてしまう。しかも海軍総司令部も廃止され、軍政部海軍処（処長は軍政部長の陳誠が兼任）に改組されてしまった。陳紹寛は故郷に隠遁し、以後は戦略顧問委員会委員などの地位を提示されても就任しようとしなかった。
1949年、中国国民党革命委員会（民革）に参加する。蔣介石からの台湾移動の要請も拒否し、陳紹寛は大陸にとどまった。中華人民共和国では、華東軍政委員会委員、福建省人民政府副主席、全国人民代表大会代表、民革中央副主席などを歴任している。
1969年7月30日、福州市にて病没。享年81。